# Pyrolobus

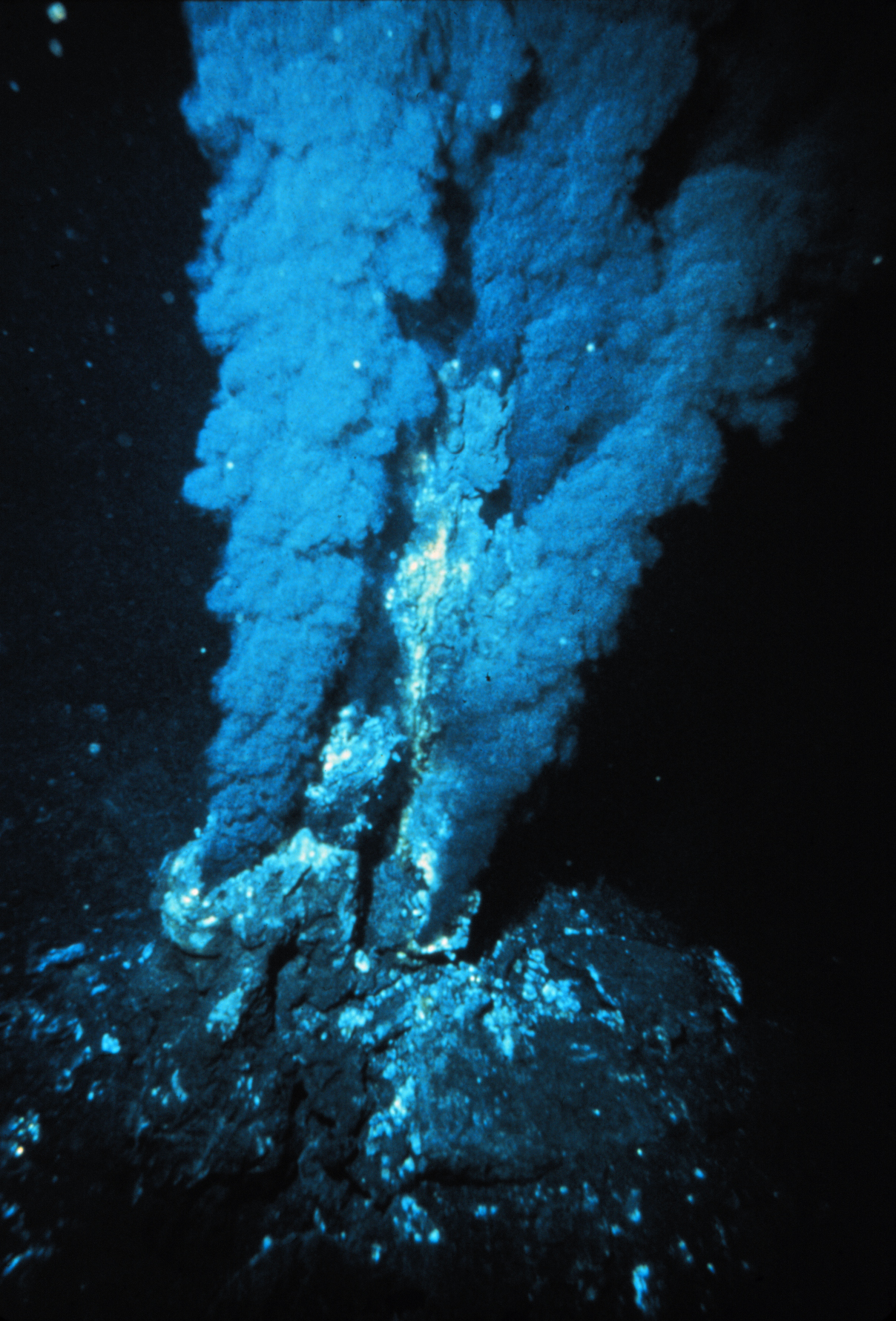
Pyrolobus fumarii lebt in der Nähe solcher Schwarzer Raucher wie hier am Mittelatlantischen Rücken.

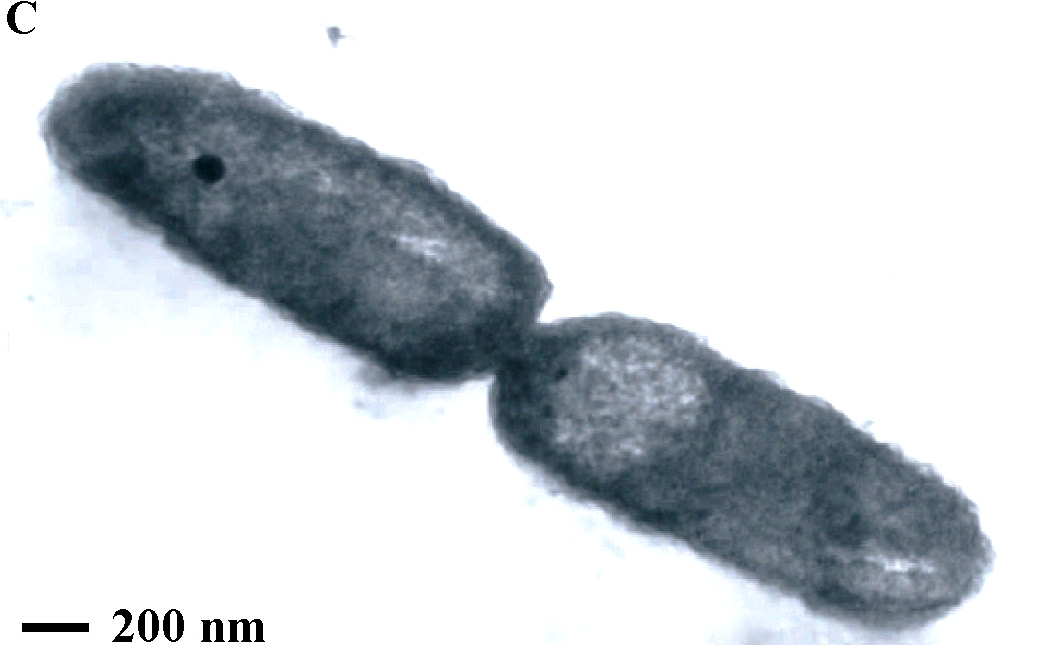
Bildteil C von oben, kontrastverstärkt

Pyrolobus ist eine Gattung (Biologie) von Archaeen der Familie Pyrodictiaceae in der Klasse Thermoprotei („Crenarchaeen“) im Phylum Thermoproteota (seit 2021).
Die Gattung umfasst monotypisch die Art (Spezies) Pyrolobus fumarii, soweit bekannt (Stand Juli 2025) einer der am extremsten hyperthermophilen Organismen.
Diese Spezies kann nicht unter 90 °C wachsen, ihre maximale Wachstumstemperatur beträgt 113 °C (unter Druck in der Tiefsee) – dies ist eine der höchsten unter allen bekannten Organismen.
Die Art wurde aus einer hydrothermalen Quelle (Schwarzer Raucher) am Mittelatlantischen Rücken isoliert.

## Beschreibung

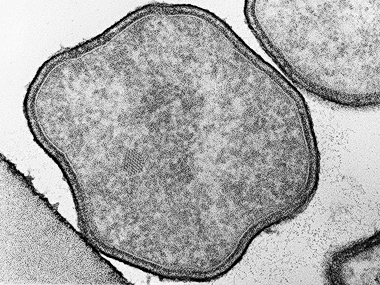
EM-Aufnahme von P. fumarii

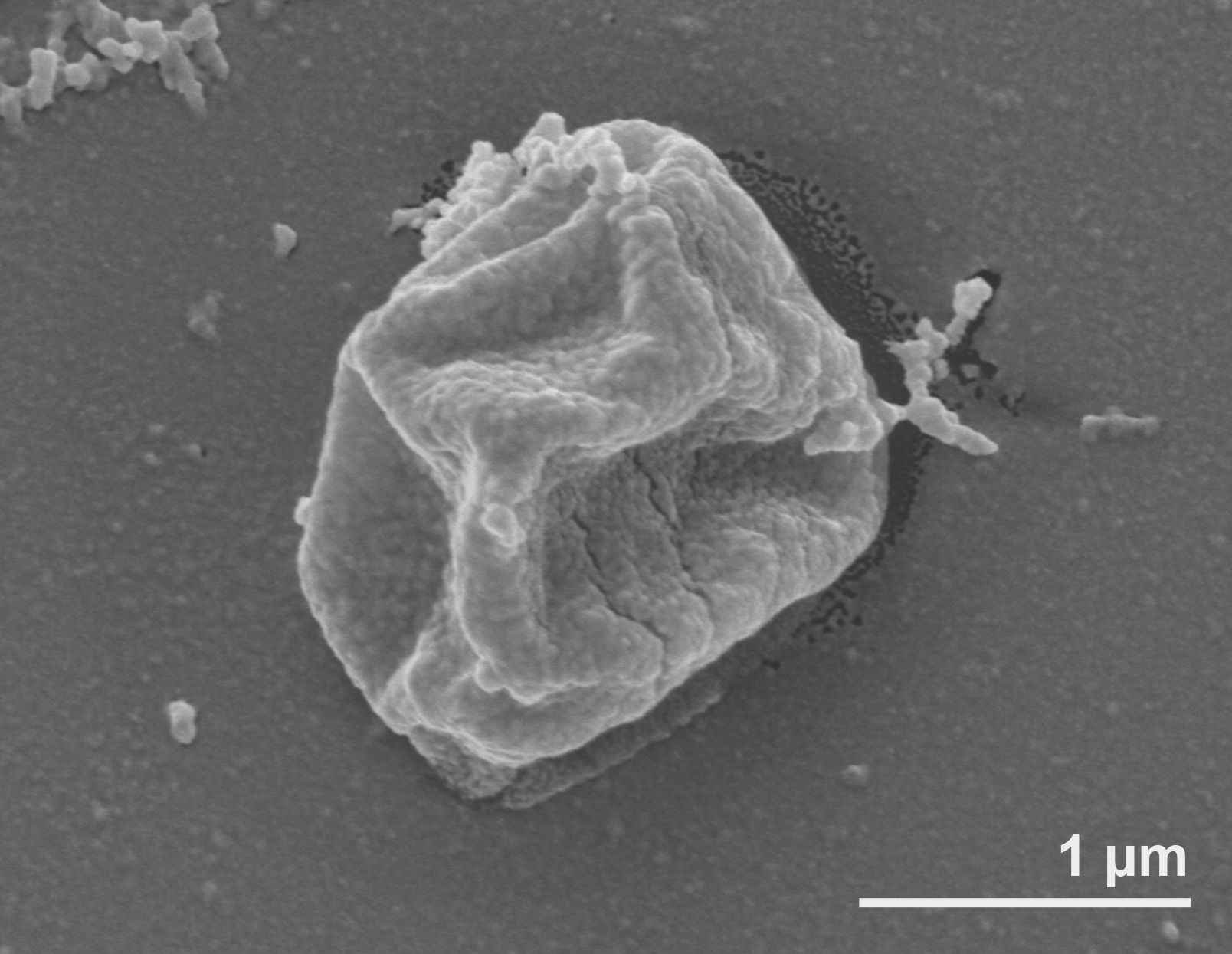
EM-Aufnahme von P. fumarii, Zellstruktur und -form zeigend

Pyrolobus fumarii ist einer der extremsten hyperthermophilen Mikroorganismen überhaupt.
Die Spezies kann bis zu einer Temperatur von über 114 °C (unter Druck) leben und sich vermehren (Optimum bei 100–106 °C), ihr Wachstum ist bei Temperaturen unter 90 °C jedoch unmöglich.
Es handelt sich um eine grundsätzlich anaerobe, aber fakultativ aerobe und chemolithoautotrophe Art.
Die Zellen sind unbeweglich (nicht motil).
Sie wurde bei einem Druck von 250 bar (25.000 kPa) kultiviert.
Die Kulturbedingungen erfordern außerdem einen Salzgehalt von 1 % bis 4 % (Optimum 1,7 %) bei einen pH-Wert zwischen 4,0 und 6,5 (Optimum bei 5,5).
P. fumarii bezieht Energie aus der Reduktion von Nitrat (wobei Ammoniak entsteht) oder Thiosulfat (wobei Schwefelwasserstoff entsteht). Durch die Oxidation von Wasserstoff kann dieser Organismus aber auch unter mikroaeroben Bedingungen wachsen.
Das 1.843.267 bp (Basenpaare) lange Genom hat 1.986 Protein-kodierende und 52 RNA-Gene (tRNA & rRNA).
Der Der Anteil an GC-Basen im Genom beträgt 53 mol%.

## Forschungsgeschichte
Pyrolobus fumarii (Stamm 1A) wurde 1997 in der Nähe einer hydrothermalen Unterwasserquelle mit der Bezeichnung TAG (TAG hydrothermal vent site), zwischen der Atlantis- und der Kane-Bruchzone am Mittelatlantischen Rücken in 3.650 m Tiefe entdeckt.
Diese Spezies aus dem Atlantik ist bis heute (Juli 2025) die einzige gültig veröffentlichte Art der Gattung Pyrolobus.
Inzwischen wurden aber auch im Pazifik zwei Gensequenzen (S143_113_esom und S143_metabat1_scaf2bin.050) identifiziert, die einer weiteren, pazifischen Art der Gattung mit der provisorischen Bezeichnung „Pyrolobus sp015521195“ zugeordnet werden. Beide Sequenzen stammen aus einem Hydrothermalgebiet am Brothers Volcano (auch Brothers Seamount genannt).
Bei der Entdeckung 1997 war Pyrolobus fumarii 1A der die höchsten Temperaturen überlebende Organismus überhaupt.
Dieser Rekord wurde jedoch um 2004 übertroffen durch eine Mikrobe derselben Familie Pyrodictiaceae, „Geogemma barossii“ Stamm 121, die zehn Stunden lang in einem Autoklaven bei 121 °C überlebte; bei einer Temperatur von 130 °C versagte sie schließlich. Zum Vergleich: Aus dem Kultivat des ursprünglichen Wildtyps von P. fumarii 1A konnte eine Linie selektiert werden, die es lediglich eine Stunde bei dieser Temperatur aushielt. „G. barossii“ 121 wurde aus der Nachbarschaft der sog. Faulty Towers (Faulty Towers neighbourhood) am Juan-de-Fuca-Rücken, ebenfalls im Pazifik, aus einer Tiefe von 2.400 m isoliert.

## Habitat ud Verbreitung
Pyrolobus fumarii ist eine Spezies mariner Archaeen, die in der Tiefe von 3.650 m unter dem Meeresspiegel bei Schwarzen Rauchern lebt und von dort isoliert wurde. Die Gattung Pyrolobus könnte jedoch nach ersten Ergebnissen in derartigen Umgebungen weltweit verbreitet zu sein.

## Systematik
Die hier wiedergegebene Systematik (Artenliste) der Gattung basiert auf folgenden Quellen (Stand 23. Juli 2025):
- L – List of Prokaryotic names with Standing in Nomenclature (LPSN)[2]
- B – BacDive – the Bacterial Diversity Metadatabase (DSMZ)[6]
- N – National Center for Biotechnology Information (NCBI)[3]
- G – Genome Taxonomy Database (GTDB)[4]
- I – Global Biodiversity Information Facility (GBIF)[12]

Gattung Pyrolobus Blöchl et al. 1999(L,N,G,I)
- Spazies Pyrolobus fumarii Blöchl et al. 1999(L,B,N,G,I) (Typusart)(L,G)
  - Referenzstamm 1A(L,B,N,G) alias DSM 11204 oder JCM 17356(L,B,N) – Fundort: die Wand eines eine hydrothermalen Schwarzen Rauchers an der TAG-Lokalität des Mittelatlantischen Rückens, in einer Tiefe von 3.650 Metern(N,B)
- Spezies Pyrolobus sp015521195(G,I) [inkl. Pyrolobus sp. isolate S143_113_esom(N), Pyrodictiaceae archaeon isolate S143_metabat1_scaf2bin.050(N)]
  - Referenzstamm S143_113_esom(N,G) – Fundort: Ablagerungen an einem Tiefsee-Hydrothermal-Schlot am Brothers Volcano (Brothers Seamount), nördlich von Neuseeland (Nordinsel), Pazifik(N)
  - Stamm S143_metabat1_scaf2bin.050 (N,G) – Fundort: Hydrothermalschlot am Brothers Volcano, Pazifik(N,G)

## Etymologie
Die Gattungsbezeichnung Pyrolobus leitet sich ab von altgriechisch πῦρ pyr, deutsch ‚Feuer‘ und neulateinisch lobus ‚Lappen‘, bedeutet also „Feuerlappen“.
Fas Art-Epitheton fumarii ist der Genitiv von lateinisch fumarius und bedeutet ‚vom Schornstein‘ oder ‚zum Schlot gehörig‘ und bezeichnet damit das Biotop der Schwarzen Raucher.

## Signifikanz und Anwendungen
P. fumarii ist einerseits aufgrund der isolierten phylogenetischen Stellung dieser Spezies im Stammbaum der Lebewesen von Interesse, andererseits weil sie ein hyperthermophiler Chemolithoautotroph ist, der als primärer Produzent organischer Substanz an hydrothermalen Tiefseequellen gilt. P. fumarii weist eine der höchsten optimalen Wachstumstemperaturen aller Lebensformen auf der Erde auf.
Pyrolobus fumarii hat Anwendungsbereiche, beispielsweise können die hochthermostabilen Enzyme dieser Spezies für die Verarbeitung landwirtschaftlicher Erzeugnisse, als Zusatzstoffe für Tierfutter sowie für die Produktion von Industrie- und Konsumgüter genutzt werden.